# Mai-Ndombe

Mai-Ndombes läge i Kongo-Kinshasa.

Mai-Ndombe är en provins i Kongo-Kinshasa, som bildades ur den tidigare provinsen Bandundu enligt planer i den nya konstitutionen 2006, genomförda 2015. Huvudstad är Inongo och officiellt språk lingala. Provinsen har omkring 1,8 miljoner invånare.
Mai-Ndombe bildades som ett distrikt under namnet Leopold II:s sjö (franska: Lac Léopold II) 1895. Inledningsvis var Kutu huvudort, där det fanns militärdomstol, folkbokföringskontor, tullstation och notariat.
Inongo blev huvudort 1906. Distriktet genomgick diverse gränsförändringar som en del av provinserna Équateur (från 1917) och Léopoldville (från 1933) innan det blev en självständig provins 1962. Efter Kongokrisen blev det återigen ett distrikt i den nya provinsen Bandundu 1966–1967, och fick definitivt sitt nuvarande namn. Både det tidigare och det nuvarande namnet refererar till Mai-Ndombesjön. Distriktet Plateaux styckades av 1990 men återförenades med Mai-Ndombe vid provinsreformen 2015.